# Тринчук, Борис Ферапонтович
Бори́с Ферапо́нтович Тринчу́к (15 сентября 1935, Воздвиженка, Уссурийский район, Приморский край, СССР — 13 декабря 2003, Зеленоград, Московская область, Россия) — советский и российский физик в области лазерной техники, лауреат Государственной премии СССР.

## Биография
Родился 15 сентября 1935 года. Выпускник физического факультета МГУ им. М. В. Ломоносова. В 60-х и 70-х годах работал в Калининградском ОКБ «Факел». в котором в это время разрабатывались первые космические электроракетные двигатели (ЭРД). Кандидат технических наук.
Начиная с 1974 года, руководил проводимыми в НИИ «Зенит» экспериментальными исследованиями и опытно-конструкторскими работами в области эксимерных лазеров и лазеров на красителях. Лауреат Государственной премии СССР в области науки и техники (1989) за разработку нового поколения лазерных активных сред и применения этой разработки в научных и прикладных исследованиях.
С 1990 года возглавлял научно-производственную внедренческую фирму «Свеча», которая занималась разработкой дорожных сигналов на основе светодиодной техники. В 1996-1997 году руководил крупномасштабной установкой светофоров в Москве.  Отмечая результат этой работы, международный журнал англ. Traffic Technology International заявил, что Москва стала первым городом в мире с массовым применением светодиодных светофоров.

## Избранные публикации
- Тринчук, Б. Ф. Светосигнальная аппаратура на светодиодах // Светотехника. — 1997. — № 5. — С. 6—11.
- Жильцов, В. И., Климашина, А. Г., Мнускин, В. Е., Никифоров, В. Г., Токарева, А. Н., Тринчук, Б. Ф. Исследование характеристик перестраиваемого лазера на красителях в твердой матрице ЛКИ-501 // Журнал прикладной спектроскопии. — 1986. — Т. 45, № 1. — С. 35—39.
- Степанов, Б.И., Бычков, Н.Н., Никифоров, В.Г., Левшин, Л.В., Тринчук, Б.Ф., Сопин, А.И., Алексеев, В.А., Ланцов, A.M., Давиденко, П.В., Ужинов, Б.М., Дружинин, С.И. Новое поколение красителей спектрального диапазона 660-860 нм для лазеров с ламповой накачкой // Письма в ЖТФ. — 1988. — Т. 14, № 7. — С. 650—653.
- Степанов, Б.И., Бычков, Н.Н., Левшин, Л.В., Константинов, Б.А., Акимов, А.И., Мнускин, В.Е., Токарева, А.Н., Тринчук, Б.Ф., Сопин, А.И., Ужинов, Б.М., Дружинин, С.И. Новое поколение красителей спектрального диапазона 688-860 нм для лазерного возбуждения // Письма в ЖТФ. — 1988. — Т. 14, № 7. — С. 653—656.
- Alekseev, V. A., Davydenko, Y. N., Nikiforov, V. G., Trinchuk, B. F., Khomyak, A. S., Shulenin, A. V. A system of active energy and wavelength stabilization in flashlamp pumped dye lasers (англ.) // Journal of Applied Spectroscopy. — 1987. — Vol. 46, no. 4. — P. 346—349.
- Novoselov, A. N., Konstantinov, B. A., Nikiforov, V. G., & Trinchuk, B. F. Improvement of the ArF laser for photolithography (англ.) // Optical/Laser Microlithography VIII//International Society for Optics and Photonics. — 1995. — May (vol. 2440). — P. 146—148.
- Устройство управления длиной волны излучения перестрааиваемого лазера. Патент Российской Федерации. Дата обращения: 12 декабря 2020.